# Puchar Ameryki Południowej w narciarstwie dowolnym 2018
Puchar Ameryki Południowej w narciarstwie dowolnym 2018 rozpoczął się 4 sierpnia 2018 r. w chilijskim ośrodku narciarskim La Parva. Zmagania zakończyły się 20 września 2018 r. w argentyńskim kurorcie Cerro Castor.
Puchar Ameryki Południowej został rozegrany w 2 krajach i 3 miastach.

## Konkurencje
- SX = skicross
- BA = big air
- SS = slopestyle

## Kalendarz i wyniki SAC

### Mężczyźni
| Lp | Data             | Miejscowość    | Konkurencja | 1. miejsce      | 2. miejsce               | 3. miejsce              |
| -- | ---------------- | -------------- | ----------- | --------------- | ------------------------ | ----------------------- |
| 1. | 4 sierpnia 2018  | La Parva       | SS          | Mateo Bonacalza | Rodrigo Guzmán Cimorelli | Karl Haller             |
| 2. | 5 sierpnia 2018  | La Parva       | SS          | Mateo Bonacalza | Rodrigo Guzmán Cimorelli | José Manuel Bravo Moral |
| 3. | 11 sierpnia 2018 | La Parva       | SX          | Joaquín Valdés  | Francisco Rivara         | Robert Worachai Pinsent |
| 4. | 12 sierpnia 2018 | La Parva       | SX          | Joaquín Valdés  | Francisco Rivara         | Robert Worachai Pinsent |
| 5. | 14 września 2018 | Cerro Catedral | BA          | Luke Price      | Nahuel Medrano           | Mateo Bonacalza         |
| 6. | 15 września 2018 | Cerro Catedral | BA          | Luke Price      | Mateo Bonacalza          | José Manuel Bravo Moral |
| 7. | 19 września 2018 | Cerro Castor   | BA          | Luke Price      | Mateo Bonacalza          | Ivan Kuray              |
| 8. | 20 września 2018 | Cerro Castor   | SS          | Ivan Kuray      | Mateo Bonacalza          | Luke Price              |

### Kobiety
| Lp | Data             | Miejscowość    | Konkurencja | 1. miejsce           | 2. miejsce           | 3. miejsce      |
| -- | ---------------- | -------------- | ----------- | -------------------- | -------------------- | --------------- |
| 1. | 4 sierpnia 2018  | La Parva       | SS          | Dominique Ohaco      | Valentina Garces     | Melanie Kraizel |
| —  | 5 sierpnia 2018  | La Parva       | SS          | Odwołano             | Odwołano             | Odwołano        |
| 2. | 11 sierpnia 2018 | La Parva       | SX          | Saga Goni            | Josefina Valdes      | Carlota Ruano   |
| 3. | 12 sierpnia 2018 | La Parva       | SX          | Saga Goni            | Josefina Valdes      | Carlota Ruano   |
| 4. | 14 września 2018 | Cerro Catedral | BA          | Abril Melisa Bertzky | Josefina Vitiello    | —               |
| 5. | 15 września 2018 | Cerro Catedral | BA          | Josefina Vitiello    | Abril Melisa Bertzky | —               |
| 6. | 19 września 2018 | Cerro Castor   | BA          | Josefina Vitiello    | Abril Melisa Bertzky | —               |
| 7. | 20 września 2018 | Cerro Castor   | SS          | Josefina Vitiello    | —                    | —               |

## Klasyfikacje

### Mężczyźni
| Lp. | Zawodnik                 | Punkty |
| --- | ------------------------ | ------ |
| 1.  | Luke Price               | 60     |
| 2.  | Mateo Bonacalza          | 56     |
| 3.  | Joaquín Valdés           | 40     |
| 4.  | Rodrigo Guzmán Cimorelli | 32     |
| 4.  | Francisco Rivara         | 32     |
| 6.  | Robert Worachai Pinsent  | 24     |
| 7.  | José Manuel Bravo Moral  | 22     |
| 8.  | Joaquin Cremer           | 21,60  |
| 9.  | Karl Haller              | 21     |
| 10. | Cristóbal Colombo        | 20,60  |

| Lp. | Zawodnik                | Punkty |
| --- | ----------------------- | ------ |
| 1.  | Joaquín Valdés          | 200    |
| 2.  | Francisco Rivara        | 160    |
| 3.  | Robert Worachai Pinsent | 120    |
| 4.  | Pascal David            | 100    |
| 5.  | Francisco Yanez         | 45     |

| Lp. | Zawodnik                 | Punkty |
| --- | ------------------------ | ------ |
| 1.  | Mateo Bonacalza          | 280    |
| 2.  | Rodrigo Guzmán Cimorelli | 160    |
| 3.  | Karl Haller              | 105    |
| 4.  | Pedro de la Canal        | 103    |
| 5.  | Pedro Esteban            | 101    |
| 6.  | José Manuel Bravo Moral  | 100    |
| 7.  | Ivan Kuray               | 100    |
| 8.  | Valentin Canucaba        | 86     |
| 9.  | Nahuel Medrano           | 72     |
| 10. | Juan Pablo Bañados       | 69     |

| Lp. | Zawodnik                   | Punkty |
| --- | -------------------------- | ------ |
| 1.  | Luke Price                 | 300    |
| 2.  | Mateo Bonacalza            | 220    |
| 3.  | José Manuel Bravo Moral    | 110    |
| 4.  | Joaquin Cremer             | 108    |
| 5.  | Cristóbal Colombo          | 103    |
| 6.  | Pedro de la Canal          | 95     |
| 7.  | Pedro Esteban              | 90     |
| 8.  | Nahuel Medrano             | 80     |
| 9.  | Federico Wenceslao Rimmele | 74     |
| 10. | Elíseo Bullaude            | 70     |

### Kobiety
| Lp. | Zawodniczka          | Punkty |
| --- | -------------------- | ------ |
| 1.  | Josefina Vitiello    | 56     |
| 2.  | Abril Melisa Bertzky | 52     |
| 3.  | Saga Goni            | 40     |
| 4.  | Josefina Valdes      | 32     |
| 5.  | Carlota Ruano        | 24     |
| 6.  | Dominique Ohaco      | 20     |
| 7.  | Josefina Krusell     | 20     |
| 8.  | Valentina Garces     | 16     |
| 9.  | Melanie Kraizel      | 12     |
| 10. | Alejandra Rodríguez  | 10     |
| 11. | Antonia Langer       | 9      |

| Lp. | Zawodniczka      | Punkty |
| --- | ---------------- | ------ |
| 1.  | Saga Goni        | 200    |
| 2.  | Josefina Valdes  | 160    |
| 3.  | Carlota Ruano    | 120    |
| 4.  | Josefina Krusell | 100    |

| Lp. | Zawodniczka         | Punkty |
| --- | ------------------- | ------ |
| 1.  | Josefina Vitiello   | 100    |
| 1.  | Dominique Ohaco     | 100    |
| 3.  | Valentina Garces    | 80     |
| 4.  | Melanie Kraizel     | 60     |
| 5.  | Alejandra Rodríguez | 50     |
| 6.  | Antonia Langer      | 45     |

| Lp. | Zawodniczka          | Punkty |
| --- | -------------------- | ------ |
| 1.  | Josefina Vitiello    | 280    |
| 2.  | Abril Melisa Bertzky | 260    |